# إيبك كايا
إيبك كايا (بالفرنسية: İpek Kaya)‏ هي لاعبة كرة قدم فرنسية وتركية، ولدت في 28 أكتوبر 1994 في ليجل في فرنسا. شاركت مع منتخب فرنسا تحت 19 سنة لكرة القدم للسيدات ومنتخب تركيا لكرة القدم للسيدات. أما مع النوادي، فقد لعبت مع نادي بريست.

## وصلات خارجية
- إيبك كايا على موقع الاتحاد الأوربي (الإنجليزية)
- إيبك كايا على موقع اتحاد تركيا (لاعب) (الإنجليزية)
- إيبك كايا على موقع قاعدة بيانات كرة القدم.إي يو (الإنجليزية)
- إيبك كايا على موقع Soccerway.com (الإنجليزية)